# Браунли, Лоуренс
Лоуренс Браунли (англ. Lawrence Brownlee; род. 24 ноября 1972, Янгстаун) — американский оперный певец (лёгкий лирический тенор). Как и другие колоратурные тенора, специализируется на репертуаре бельканто. 

## Биография
Родился 24 ноября 1972 года в американском городке Янгстаун (штат Огайо) в рабочей семье. В детские годы пел в церковном хоре и играл на различных музыкальных инструментах. Получил степень бакалавра в Anderson University (Индиана) и степень магистра музыки в Университете Индианы. Профессиональная оперная карьера Браунли началась в 2002 году в Опере Виргинии, где он исполнил партию графа Альмавивы в «Севильском цирюльнике» Россини. В этой же роли Браунли дебютировал в Европе (на сцене театра «Ла Скала» в том же 2002 году) и театре «Метрополитен-опера» (в 2007 году).
Репертуар певца включает ведущие партии в операх Россини, Беллини, Доницетти, Моцарта, Генделя («Атис и Галатея», «Ринальдо», «Семела»), Сальери («Аксур, царь Ормуза»), Майра («Медея в Коринфе»), Верди («Фальстаф»), Гершвина («Порги и Бесс»), Бриттена («Альберт Херринг», «Поворот винта»), операх современных авторов: Маазеля («1984», мировая премьера в Вене), Катана («Флоренсия в Амазонии»). Кроме того, Браунли исполняет теноровые партии в кантатно-ораториальных сочинениях Баха, Генделя, Гайдна, Моцарта, мессах Бетховена, Шуберта, ораториях Мендельсона, Stabat Mater Россини, Stabat Mater и Реквиеме Дворжака, Carmina Burana Орфа, а также песни Шуберта..
Браунли выступает на крупнейших оперных сценах мира (например, в Метрополитен-опере), активно гастролирует, принимает участие в фестивалях (в том числе в Россиниевском оперном фестивале в Пезаро).
Браунли живёт в Атланте с женой Кендрой и двумя детьми. Увлекается фотографией, танцует сальсу и коллекционирует редкие записи латиноамериканской музыки.

## Вокальные данные
По мнению критика А. Матусевича, «голос Браунли — безусловная ценность: матовый звук, тёмный тембр, мягкая атака — все это так непохоже на подавляющее большинство так называемых россиниевских теноров… Он не только виртуоз колоратурной эквилибристики — он не менее убедителен в кантилене, его легато на долгом дыхании безупречно ровно и наполнено по тону, в больших, протяженных фразах его красивый и неожиданный у легкого тенора тембр расцветает особо, он прекрасно владеет искусством нагнетания звучности, его динамические оттенки разнообразны и убедительны». Сравнивая Браунли с ещё одним мастером бельканто, Хуаном Диего Флоресом, критик замечает, что Лоуренс уступает Флоресу «не только внешними данными, но и в яркости и звонкости звука», но «спокойно выдержит с ним конкуренцию в мастерском владении колоратурной техникой». Кроме того, критики выделяют обаяние и харизму певца, отмечая, что «буквально через несколько мгновений после своего появления на сцене афроамериканец Браунли заставляет забыть о цвете своей кожи».

## Награды и достижения
- Победитель Национального вокального конкурса, проводимого Метрополитен-оперой (2001)
- Звание артиста года Сиэтлской оперы за роль Артура в опере Беллини «Пуритане» (2008)
- Международная оперная премия (2017)